# Овинчище (Валдайский район)
Овинчище — деревня в Валдайском районе Новгородской области России. Входит в состав Яжелбицкого сельского поселения.

## География
Деревня находится в юго-восточной части Новгородской области, в зоне хвойно-широколиственных лесов, на юго-западном берегу озера Овинчище, к югу от автотрассы М10, на расстоянии примерно 3 км (по прямой) к западу от города Валдай, административного центра района. Абсолютная высота — 214 м над уровнем моря.

### Часовой пояс
Деревня Овинчище, как и вся Новгородская область, находится в часовой зоне МСК (московское время). Смещение применяемого времени относительно UTC составляет +3:00.

## Население
| 2010 |
| ---- |
| 5    |

### Половой состав
По данным Всероссийской переписи населения 2010 года, в гендерной структуре населения мужчины составляли 40 %, женщины — соответственно 60 %.

### Национальный состав
Согласно результатам переписи 2002 года, в национальной структуре населения русские составляли 100 % из 3 чел.